# Лењинградски рејон
Лењинградски рејон (рус. Ленинградский  район) административно-територијална је јединица другог нивоа и општински рејон смештен на северу Краснодарске покрајине, на крајњем југозападу европског дела Руске Федерације.
Административни центар рејона је станица Лењинградскаја.
Према подацима националне статистичке службе Русије за 2017. на територији рејона живело је 63.735 становника или у просеку око 46,1 ст/км². По броју становника налази се на 26. месту међу административним јединицама Покрајине. Површина рејона је 1.416 км².

## Географија
Лењинградски рејон се налази у северозападном делу Краснодарске покрајине и обухвата територију површине 1.416 км² и по том параметру налази се на 26. месту међу административним јединицама у Покрајини. Граничи се са Староминшким и Кушчјовским рејоном на северу, на истоку су Криловски и Павловски, односно Каневски рејон на југу и западу.
Рејонска територија је доста ниска и равна, а рељефом доминирају реке Сосика на северу и Челбас на југу са својим притокама. 

## Историја
Као политичко-административна јединица, Лењинградски рејон је званично успостављен 1934. као један од општинских рејона тадашњег Севернокавкаског краја. У границама Краснодарског краја је од 1937. године, а у август 1953. уједињен је са суседним Стаљинским рејоном чије седиште се налазило у станици Криловскаја (на југу савременог рејона). Године 1960. рејону је враћено првобитно име, Лењинградски. 
Лењинградски рејон је био краткотрајно расформиран од фебруара 1963. до марта 1964. и у том периоду његова територија се налазила у границама Павловског рејона. 

## Демографија и административна подела
Према подацима са пописа становништва из 2010. на територији рејона живело је укупно 63.505 становника, док је према процени из 2017. ту живело 63.735 становника, или у просеку око 46,1 ст/км². По броју становника Лењинградски рејон се налази на 26. месту у Покрајини.
| 1959.  | 1970.  | 1979.  | 1989.  | 2002.  | 2010.  | 2017.   |
| ------ | ------ | ------ | ------ | ------ | ------ | ------- |
| 57.620 | 58.026 | 58.887 | 61.352 | 66.679 | 63.505 | 63.735* |

Напомена:* Према процени националне статистичке службе. 
На територији рејона налазе се укупно 33 насељена места административно подељена на 12 другостепених руралних општина. Административни центар рејона и његово највеће насеље је станица Лењинградскаја у којој је живело око 37.000 становника.